# خانی‌خان خانم
خانی‌خان خانم (درگذشته ۲ اوت ۱۵۸۰ میلادی در قزوین) قابله و دایه عباس میرزا (شاه عباس یکم) مادر علی‌قلی‌بیگ گورکان شاملو بود. خانی‌خان خانم و علی‌قلی‌بیگ گورکان شاملو از طرف شاه اسماعیل دوم مامور کشتن عباس میرزا (بعداً شاه عباس یکم) می‌گردند ولی چون شاه اسماعیل دوم کشته شد، لَلِ‍هٔ او و امیرالامرایی خراسان شد. خانی‌خان خانم پیش از این نیز دایهٔ شاهزاده حمزه میرزا برادر بزرگتر عباس میرزا بود. خانی‌خان خانم مدت‌ها در حرمسرای سلطان محمد میرزا به عنوان قابله و دایهٔ حمزه میرزا و سایر فرزندان وی، خدمت کرده بود.
پس از قتل شاه اسماعیل دوم برنامهٔ کشتن عباس میرزا ناکام ماند. این رویداد باعث شد علی‌قلی‌بیگ گورکان شاملو جشنی بر پا کند و خود را لل‍هٔ عباس میرزا معرفی کند.
پس از جنگ‌های خراسان (۱۵۸۰) و با توجه به اختلافات طوایف ترکمان و تکلو با شاملو و استاجلو، خانی‌خان خانم مادر علی‌قلی‌بیگ گورکان شاملو (از مخالفان طوایف ترکمان و تکلو) که در دربار قزوین و در خدمت شاه محمد خدابنده بود مورد حسادت سران طوایف ترکمان و تکلو قرار گرفت و کشته شد.